# Regione di Bratislava
La regione di Bratislava (in slovacco Bratislavský kraj) (in tedesco Pressburg ) è una delle otto regioni amministrative (kraj) della Slovacchia. La sua capitale è Bratislava.
La regione è stata fondata nel 1923 e nei suoi attuali confini esiste dal 1996. È la più piccola delle otto regioni della Slovacchia nonché la più urbanizzata.

## Geografia
La regione è situata nella parte sud-occidentale della Slovacchia e ha una superficie di 2053 km² e una popolazione di 622 706 abitanti (dati del 2009).
La regione è divisa dai Piccoli Carpazi che iniziano a Bratislava e proseguire verso nord-est; queste montagne separano due pianure: il Záhorie ad ovest e la fertile pianura danubiana a est, coltivata principalmente a grano e mais.

## Geografia antropica

### Suddivisioni amministrative
La regione è composta da 8 distretti:
- Bratislava
  - Distretto di Bratislava I
  - Distretto di Bratislava II
  - Distretto di Bratislava III
  - Distretto di Bratislava IV
  - Distretto di Bratislava V
- Malacky
- Pezinok
- Senec